# Договор Македонии с Карфагеном
Договор Македонии с Карфагеном — военно-стратегический союз, направленный против Римской республики. Заключён в 215 году до н. э. по инициативе Филиппа V Македонского, направившего посольство к Ганнибалу, армия под командованием которого в этот период успешно действовала на территории Италии. Несмотря на потенциальную угрозу для Рима открытия полноценного второго фронта, серьёзных последствий не имел.

## Обстоятельства заключения

Средиземноморье к началу Второй Пунической войны

В 218 году до н. э. началась Вторая Пуническая война: большая карфагенская армия под командованием Ганнибала неожиданно для противника вторглась на территорию Италии и нанесла римлянам ряд тяжёлых поражений. Царь Македонии Филипп V — энергичный и властолюбивый правитель, стремившийся к господству на Балканском полуострове, — внимательно следил за ходом войны. В 220—217 годах до н. э. он сам вместе с греческими союзниками воевал против Этолийского союза — этот конфликт завершился сохранением статус-кво вследствие истощения сторон. Римляне, закрепившиеся к этому времени на восточном побережье Адриатического моря и начавшие вмешиваться в дела Греции, представляли серьёзную помеху для планов Филиппа V. Поэтому он начал подготовку к борьбе с Римской республикой за овладение Иллирией, а после битвы при Каннах решил принять сторону Карфагена. Македонские послы, минуя гавани Брундизия и Тарента, охраняемые римскими кораблями, направились через Апулию в Капую, но по пути наткнулись на римский сторожевой пост и были отведены к претору Марку Валерию Левину, стоявшему с войсками в окрестностях Луцерии. Глава посольства Ксенофан смело заявил, что он послан царём Филиппом заключить с римским народом союз и наделён соответствующими полномочиями. Претор обрадовался возможности такого союза, принял македонян как гостей и дал им проводников. Благодаря этой хитрости посланцы Филиппа V благополучно добрались до Ганнибала и договорились с ним о союзе.
Но ратификация этого договора затянулась. Направленные Ганнибалом с ответной миссией вместе с македонянами Гисгон, Бостар и Магон по пути были перехвачены римским флотом под командованием Публия Валерия Флакка. На этот раз уловка Ксенофана не удалась, и при обыске были обнаружены письмо Ганнибала Филиппу V и договор о союзе. Послов под усиленной охраной отправили в столицу, где весть о договоре Ганнибала с македонским царём вызвала страшную тревогу. Был срочно усилен флот, Флакку поручено собирать информацию о намерениях македонян, а Левин должен был быть готов переправиться с войсками на Балканы, чтобы «удержать Филиппа в его царстве». Тем временем Филиппу V стало известно о захвате ответного посольства, однако не были ясны достигнутые договорённости, поэтому царь направил ещё одну миссию в составе Гераклита Тёмного, беотийца Критона и Сосифея из Магнесии. Они успешно выполнили поручение и доставили ответ. Но предпринять какие-либо практические шаги по осуществлению этого договора вследствие окончания лета (наиболее подходящей поры для навигации и военных действий) Филипп V в этом году уже не успел. Тем временем римляне развили бурную деятельность по сколачиванию антимакедонской коалиции в Греции, где уже в 214 году до н. э. вспыхнула война против оставшейся в изоляции Македонии. В итоге экспедиция македонской армии в Италию (если она вообще планировалась) не состоялась.

## Основные положения
Клятва, которую принесли Ганнибал-полководец, Магон, Миркан, Бармокар и все находящиеся с ним карфагенские герусиасты и все карфагеняне, воюющие вместе с ним, афинянину Ксенофану сыну Клеомаха, послу, которого послал к ним Филипп, царь, сын Деметрия, от себя, македонян и союзников, пред Зевсом, и Герой, и Аполлоном, пред Божеством карфагенян, и Гераклом, и Иолаем, пред Аресом, Тритоном, Посейдоном, пред богами соратствующими и Солнцем, и Луной, и Землёй, пред реками, и озерами, и водами, пред всеми божествами, которые владеют Карфагеном, пред всеми богами, которые Македонией и остальной Грецией владеют, пред всеми богами, которые участвуют в походе, присутствующими при этой клятве. Ганнибал-полководец сказал, и все находящиеся с ним карфагенские герусиасты, и все карфагеняне, воюющие вместе с ним, что решили вы и мы дать эту клятву в дружбе и добром благорасположении, быть друзьями, и родственниками, и братьями, дабы царь Филипп, и македоняне, и прочие греки, которые суть их союзники, выручали бы карфагенских граждан, и Ганнибала-полководца, и тех, кто с ним, и тех, кто под властью карфагенян, пользующихся теми же законами, граждан Утики, и города́, и народы, покорные карфагенянам, и воинов, и союзников, и все города и народы, с которыми у нас дружба, в Италии, Галлии и Лигурии, и с которыми у нас будет дружба в этой стране. Также и Филиппа, царя, и македонян, и из прочих греков [их] союзников будут выручать и охранять участвующие в войне карфагеняне, и граждане Утики, и все города и народы, покорные карфагенянам, и союзники, и воины, и все [дружественные нам] народы и города в Италии, Галлии и Лигурии, и другие, которые стали бы союзниками в этих местностях Италии. Мы не будем злоумышлять, не будем строить козни друг против друга; со всем усердием и благорасположением, без хитрости и злого умысла мы будем врагами тех, кто враждует с карфагенянами, за исключением царей, и городов, и гаваней, с которыми у нас имеются клятвы и договоры о дружбе. Будем также и мы врагами тех, кто враждует с царём Филиппом, кроме царей, и городов, и народов, с которыми у нас имеются клятвы и договоры о дружбе. Будете вы также нашими союзниками в войне, которую мы ведём против Рима, пока нам и вам боги не даруют победу. И вы нам поможете, насколько будет нужно и как мы договоримся. Если бы, когда боги даруют вам и нам победу в войне против римлян и их союзников, римляне просили заключить договор о дружбе, мы согласимся так, чтобы у них с вами была такая же дружба на условии, чтобы им не было разрешено начинать когда бы то ни было войну против вас и чтобы римляне не властвовали над керкирянами, аполлониатами, эпидамнянами, а также над Фаросом, Дималлой, Парфинией и Атинтанией. Они отдадут Деметрию Фаросскому всех его подданных, которые находятся в пределах Римского государства. Если же римляне начнут войну против вас или против нас, мы будем помогать друг другу, насколько каждой из сторон это будет нужно. Также и если кто-нибудь другой, кроме царей, и городов, и народов, с которыми у нас имеются клятвы и договоры о союзе. Если же мы решим изъять или добавить к этой клятве, то мы изымем или добавим, как это будет решено нами обоими.
Ксенофан прошёл среди римских гарнизонов в Кампанию и оттуда ближайшей дорогой прибыл к Ганнибалу и заключил с ним дружественный союз на таких условиях: царь Филипп переправится в Италию с флотом как можно большим (полагали, что он сможет снарядить двести кораблей) и будет опустошать морское побережье, на его долю выпадет война на суше и на море; по окончании войны вся Италия и самый Рим будут принадлежать Карфагену и Ганнибалу, и вся добыча достанется Ганнибалу; окончательно покорив Италию, они отплывут в Грецию и поведут войну, с кем укажет царь; государства на материке и острова, прилежащие к Македонии, будут принадлежать Филиппу и войдут в его царство.
Свидетельства Ливия и Полибия позволяют сделать следующие выводы. Оборонительный и наступательный союз между Македонией и Карфагеном был антиримским. Об этом говорит тот факт, что Филипп V во главе большого флота должен был помогать Ганнибалу подавить сопротивление римлян (Ливий). В войне против них македоняне считаются союзниками карфагенян. Они объявляют римлян своими врагами, заключение союза с которыми возможно лишь с общего согласия обеих сторон (Полибий). Филипп V с Ганнибалом чётко определяют послевоенное разделение сферы влияния, оставляя запад за Карфагеном, а восток — за Македонией. Армии двух полководцев должны переправиться в Грецию и «повести войну, с кем укажет царь» (Ливий). От римлян потребуется отказ от Иллирии (Полибий). Всё это должно быть осуществлено после того, как Филипп V поможет Ганнибалу захватить Италию (Полибий, Ливий). Это значит, что разделение сфер влияния в Средиземноморье зависело от успешного исхода Пунической войны, в которой борьба с Римом становилась первоочередной задачей как Карфагена, так и Македонского государства. Более поздние античные источники не расходятся с этим мнением. Так, Евтропий указывает, что Филипп V послал к Ганнибалу послов, обещая прислать ему помощь против римлян, с тем, чтобы после победы над римлянами Ганнибал также помог ему против греков.

## Анализ и значение
Сравнение текста карфагено-македонского договора, сохранённого Полибием и не вызывающего сомнений по поводу своей достоверности (в особенности характерна
проникшая в греческий перевод калька с финикийского), с изложением Ливия, Зонары и Евтропия показывает, что последние воспроизводили не столько содержание соглашения, сколько его истолкование римской официальной пропагандой, восходящее к речам Гая Теренция Варрона сразу же после Канн. В договоре отсутствуют какие бы то ни было конкретные обязательства Филиппа V, речь идёт в весьма неопределённой форме об оказании помощи в войне против Рима. Нет в договоре и статьи, которая гарантировала бы Карфагену обладание Италией; более того, стороны даже выражают готовность заключить союзнический договор с Римом, причём единственным предварительным условием, оговорённым здесь, является отказ Рима от завоеваний на Балканском полуострове. Это последнее обстоятельство особенно существенно: продолжая свою прежнюю политику, которую он начал сразу же после Канн, Ганнибал и в соглашении с Филиппом V фактически повторяет Риму приглашение заключить договор о мире и дружбе. Однако и этот призыв не был услышан. В договоре очень неопределённо сформулированы и обязательства Ганнибала оказать помощь своему македонскому союзнику. Каких-либо гарантий последнему по поводу господства над Грецией здесь также нет. Создаётся впечатление, что договаривающиеся стороны проявили исключительную осторожность, не желая связывать себя определёнными обязательствами.
Примечательна и форма договора, заключённого в соответствии с обычной процедурой ближневосточной дипломатии. Как показал Э. Бикерман, греческий текст клятвы Ганнибала Филиппу V у Полибия — это точный до буквализма перевод финикийско-пунийского оригинала. По своей схеме он представляет собой берит — клятву, фиксирующую установление союзнических отношений; она совершается в присутствии богов и содержит обращения к богам своим и контрагента; её формуляр и терминология восходят, по мнению Э. Бикермана, к ближневосточным договорам II тысячелетия до н. э. Клятву приносит сам Ганнибал и все находящиеся в его лагере карфагеняне; такая клятва, хотя она и предусматривает оказание помощи македонянам со стороны участвующих в войне карфагенян, обществ, подвластных Карфагену, и союзников, не накладывает обязательств на Карфагенское государство, как таковое, и не связывает карфагенское правительство в его действиях, подобно тому как клятва Гасдрубала не переходить через Ибер не связывала ни его преемников, ни центральные власти.
Последнее обстоятельство, которое Филипп V, очевидно, не принимал в расчёт, делало союз между Карфагеном и Македонией весьма эфемерным и в дальнейшем могло породить немало затруднений. По сути дела, это был союз между Филиппом V, действовавшим от имени и как олицетворение Македонского государства, и Ганнибалом, выступавшим только от своего собственного имени, представлявшим только себя самого. И всё же заключение союза было для обеих сторон большим дипломатическим успехом. Появление нового противника должно было при всех условиях отвлечь часть римских войск от борьбы в Южной Италии; Филипп V получал, казалось, возможность без труда отобрать у обессилевшего Рима Иллирию. Но реализовать эти возможности или по крайней мере воспользоваться новой политической ситуацией, которую они сами создали, союзники не сумели.

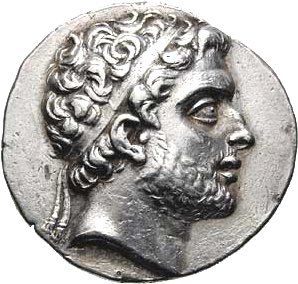
Изображение Филиппа V на македонской монете

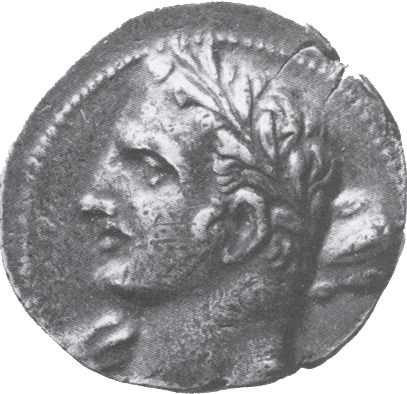
Изображение предположительно Ганнибала в образе Геракла на карфагенской монете

По альтернативной интерпретации договора Филипп V изначально всерьёз не рассматривал возможность вторжения в Италию, тем более, что не обладал для этого достаточным военным флотом. Он не мог не считаться с возраставшей мощью Рима. Следует учесть, что в период заключения договора вопрос о том, кто выйдет победителем в войне, даже с учётом катастрофы при Каннах, далеко не был решён. Известно, что как раз в 215 году до н. э. война приняла иной характер: Марк Клавдий Марцелл, Тиберий Семпроний Гракх и Квинт Фабий Максим стали во главе трёх римских армий, которые сковали манёвренность карфагенского войска, лишили его возможности быстрых передвижений и наступательных действий. Это было время, когда карфагенское правительство отказало Ганнибалу в помощи, которую он вынужден был искать за пределами своей страны. Поэтому в договоре с Македонией Ганнибал был заинтересован не меньше, чем Филипп V. Для последнего же как карфагеняне, так и римляне являлись потенциальными противниками. Кто бы из них ни победил в этой войне за преобладание в Западном Средиземноморье, тот стал бы претендентом и на Восточное Средиземноморье, то есть опасным врагом Македонии. Но заключить договор с Римом македонский царь не мог, так как их интересы уже столкнулись на Балканах. Он надеялся, что война ослабит силы и Карфагена и Рима, и влияние Македонии на Балканском полуострове усилится. В этом смысле курс македонской внешней политики можно характеризовать и как антикарфагенский и как антиримский. Именно из этой логики исходили все последующие действия Филиппа V. Отвлечь на себя значительные силы Рима с италийского театра военных действий, чтобы усилить позиции карфагенян, не входило в его расчёты. Он был намерен, используя борьбу двух соперников в Италии, решить первоочередную проблему: вытеснить римлян из Иллирии и не дать им возможности завоевать какие бы то ни было позиции на Балканах. Однако решение этой проблемы натолкнулось не только на волю Рима оберегать свои коммуникации на Адриатике, но и на тщательно продуманный план использования всех антимакедонских сил в балканских странах.
Тем не менее в 208 году до н. э. на помощь Македонии прибыла карфагенская эскадра, которая, впрочем, действовала пассивно. А на финальном этапе Второй Пунической войны, когда карфагенское правительство начало опасаться переноса боевых действий в Африку, к Филиппу V были направлены послы, обещавшие ему 200 талантов серебра, если он вторгнется в Италию или на Сицилию. Однако к этому времени царь заключил с римлянами мир (205 год до н. э.), римские войска по-прежнему оставались в Иллирии, и о вторжении не могло быть и речи. Но Филипп V не хотел разрывать дружественных отношений с Карфагеном, которые могли пригодиться ему в будущем, и по сообщению Ливия послал своим союзникам 4000 воинов под командованием некоего Сопатра, «человека высокопоставленного и родственника царя»; с ним была отправлена и большая сумма денег. Этот отряд принял участие в битве при Заме, а Сопатр попал в плен. Очень скоро это стало одним из поводов к новой войне между Римом и Македонией.